# 북극성 작전
북극성 작전 (러시아어: Операция Полярная звезда, Operatsia Polyarnaya Zvezda)은 1943년 2월과 3월에 소련의 레닌그라드 전선군, 볼호프 전선군 및 북서부 전선군이 수행한 작전이었다. 이 작전은 성공적인 이스크라 작전 이후 게오르기 주코프에 의해 계획되었으며 두 개의 개별 포위 작전을 구상했다. 하나는 북쪽 므가 근처에서 레닌그라드 전선군과 볼호프 전선군에 의해 수행될 예정이었고, 다른 하나는 남쪽 데먠스크 근처에서 북서부 전선군에 의해 수행될 예정이었다.
이 작전은 데먠스크 돌출부를 탈환하는 데 성공했지만, 독일군을 포위하는 데는 실패했다. 작전의 북부 지역은 많은 지형을 확보하지 못한 채 실패했다. 남쪽 하리코프 근처에서, 그리고 나중에는 쿠르스크에서 양측 모두 증원군을 사용하면서 레닌그라드 근처의 전선은 1943년 7월까지 안정화되었다.

## 전투
독일군의 데먠스크 돌출부에서의 성공적인 철수는 전투가 시작되기 전에 전선을 충분히 단축시켜 여러 새로운 방어선을 구축할 수 있게 했고, 결국 소련군의 공세는 중단되었다. 주코프가 3월 내내 공세를 재개하려 여러 번 시도했지만, 그의 전선군은 더 이상 진격하기에는 너무 지쳐 있었다는 것이 분명했다. 봄 해빙은 7월까지 동부 전선에서의 주요 전투의 끝을 알렸다. 북부집단군의 방어선은 나중에 1944년 1월 레닌그라드-노브고로드 공세 동안 돌파되었다.
스탈린그라드 전투나 바그라티온 작전에서의 성공과 비교하여 작전의 상대적 실패는 전쟁 후 이 주제에 대한 침묵을 초래했다. 주코프나 메레츠코프의 회고록에는 작전이나 1월 18일, 즉 레닌그라드 봉쇄가 마침내 끝난 날 이후 해당 지역에서의 특정 전투에 대한 언급이 전혀 없다. 주코프의 회고록에는 데먠스크 돌출부의 탈환에 대한 짧은 언급만 있을 뿐, 작전에서의 그의 역할에 대한 언급은 없으며, 곧 쿠르스크 전투에 초점을 맞춘다.
북부집단군은 전선을 유지했음에도 불구하고 좋은 위치에 있지 않았다. 다른 위험에 처한 전선이 육군의 우선 순위였고 계속 전쟁이 레닌그라드 북쪽의 적대 행위를 끝내면서 북부집단군은 점점 더 고립되고 병력이 분산되었다. 게다가 레닌그라드 봉쇄의 종식은 이전에 고립되었던 소련군의 무장력을 증가시켰다. 이 집단군의 병력은 1943년 내내 계속 감소했으며, 반면 상대 소련군의 병력은 증가했다. 병력의 증가하는 격차는 결국 1944년에 새로운 공세가 독일군 전선을 돌파하는 것을 가능하게 했다.